# فيضانات تونس 2007
فيضانات تونس في 2007 تشير إلى هطول كميات كبير من الأمطار تسببت في فيضانات في عدة أماكن في تونس وذلك أثناء خريف 2007.

أهم منخفض جوي ذو عواصف رعدية يرافقه هطول أمطار غزيرة وبرد وقعت في 13 أكتوبر، الذي يصادف ثاني أيام عيد الفطر، وضرب خاصة شمال تونس، وجهة تونس الكبرى والوطن القبلي.

خلفت هذه الفياضانات 13 قتيلا.

## مقالات ذات صلة
- فيضان